# هندسة شيكاغو

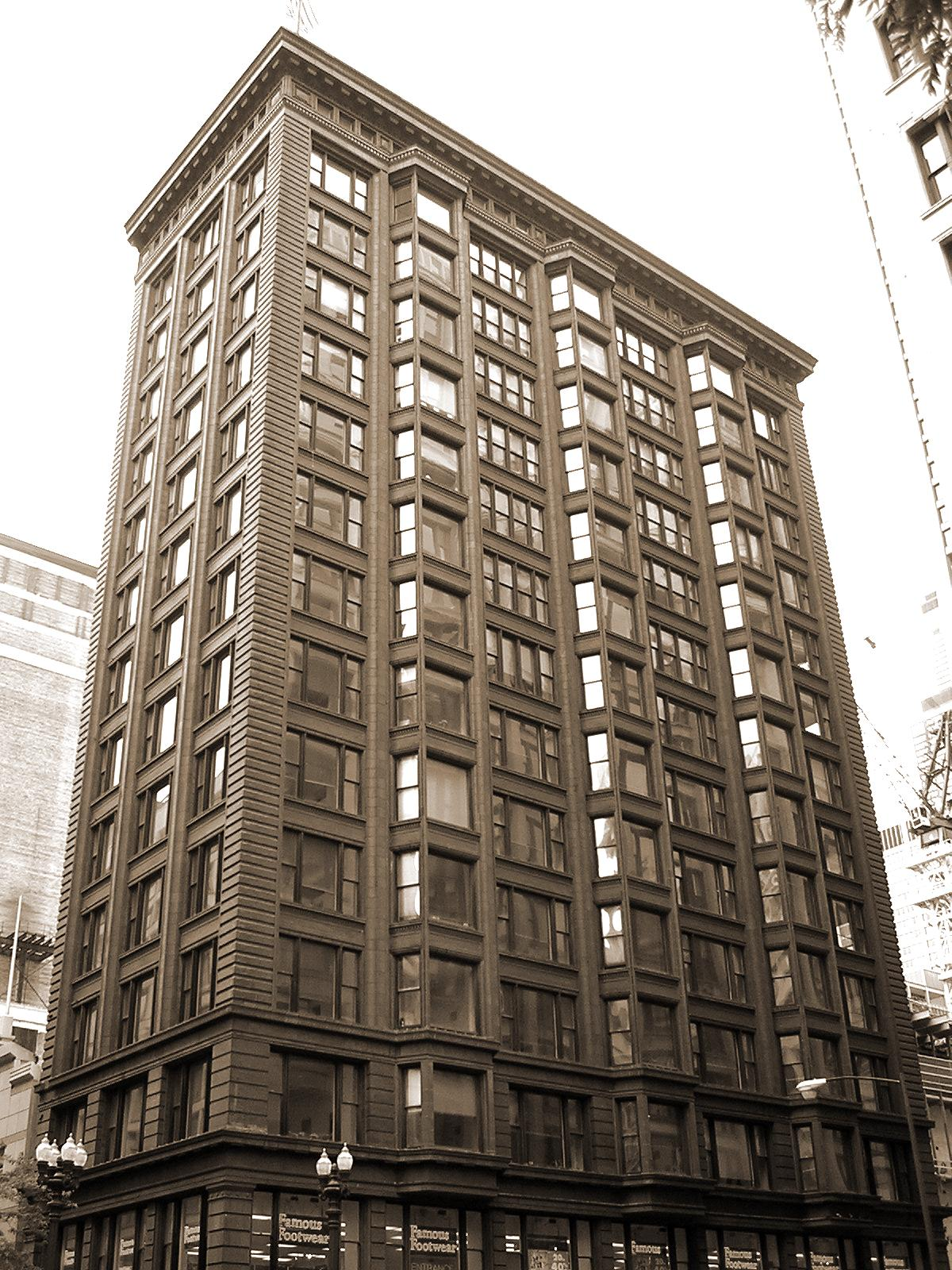
مبنى شيكاغو هو مثال رئيسي على هندسة مدرسة شيكاغو.

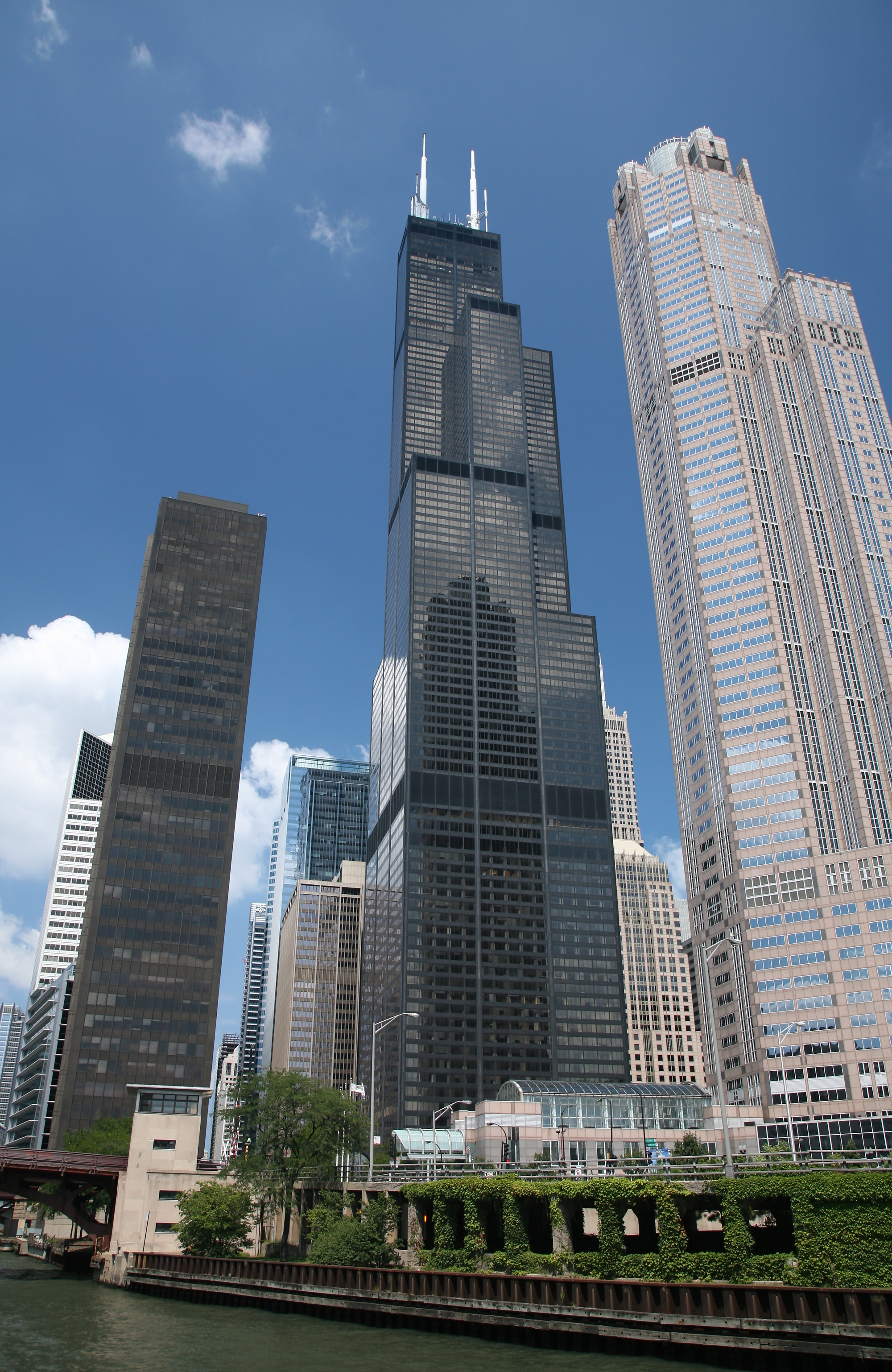
برج ويليس

تآثر تاريخ اميركا الهندسي بالهندسة التعميرية في شيكاغو. مدينة شيكاغو القاطنة في ولاية الينويز تتميز بأبنية ذات طابع مختلف ومتعدد الاشكال والتي قام بالإشراف عليها أهم المهندسين في العالم. وبالرغم من ان معظم الابنية قد تحطمت في منطقة الداون تاون ماعدا برج الماء بسبب الحريق الكبير عام 1871. تتميز مباني شيكاغو بآصالتها فضلاً عن قدمها.
تشتهر شيكاغو عالميًا بمجموعة كبيرة من الأساليب المعمارية الفريدة، من شيكاغو بانجالوز وشقتين إلى جراستون الكبرى على طول منطقة لوغان سكوير بوليفاردز التاريخية وشارع لونديل، من ناطحات السحاب في شيكاغو لوب بالإضافة إلى ثروة من الهندسة المعمارية المقدسة مثل المدينة المزخرفة «الكاتدرائيات البولندية».

## روابط خارجية
- Online tour of designated Chicago landmarks
- Walking architectural tours of Chicago
- Information on several major Chicago buildings
- Chicago Church Architecture
- American Institute of Architects